# Movimento Vida Além do Trabalho

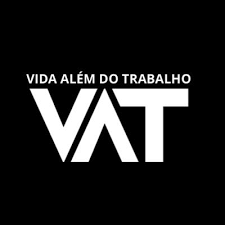
Logo oficial da iniciativa.

O Movimento Vida Além do Trabalho, também conhecido apenas como Movimento VAT, é uma iniciativa social brasileira que propõe mudanças na legislação trabalhista no Brasil, destacando os impactos negativos da escala de trabalho 6x1.
A escala de trabalho 6x1 exige seis dias consecutivos de trabalho seguidos por apenas um dia de descanso, o que, segundo o movimento, acaba comprometendo a saúde física e mental dos trabalhadores.

## Histórico
O movimento foi idealizado por Rick Azevedo e ganhou força por meio das redes sociais, com apoio de trabalhadores e organizações de direitos laborais. Ele surgiu como uma resposta às crescentes taxas de esgotamento profissional no Brasil, que está entre os países com mais casos de síndrome de burnout no mundo, de acordo com estudos da Organização Mundial da Saúde (OMS).
O movimento se baseia em exemplos de países que adotaram jornadas mais curtas e obtiveram melhorias na qualidade de vida e na produtividade, como Alemanha e Reino Unido.
Em setembro de 2023, uma petição pública online foi lançada. Em novembro de 2024, a petição contava com mais de 2,8 milhões de assinaturas.

## Propostas e Objetivos
O Movimento Vida Além do Trabalho propõe:
- Revisão da escala 6x1: Implementação de um dia adicional de descanso semanal ou outras alternativas.
- Semana de trabalho de quatro dias: Uma redistribuição das horas trabalhadas para promover equilíbrio entre trabalho e vida pessoal.
- Acompanhamento da saúde ocupacional: Maior fiscalização e políticas públicas para combater doenças relacionadas ao trabalho.

## PEC da Jornada de Trabalho 6x1
Em maio de 2024, a deputada Erika Hilton requereu uma audiência pública para debater a redução da jornada de trabalho e o fim da jornada 6x1, junto ao Movimento Vida Além do Trabalho.
Inspirado pelo movimento, foi apresentada uma Proposta de Emenda à Constituição (PEC) pela deputada federal Erika Hilton (PSOL-SP), que visa alterar a escala de trabalho no Brasil. A PEC prevê:
- A redução da carga horária semanal.
- Incentivos fiscais para empresas que adotem semanas reduzidas.
- Garantias de direitos trabalhistas sem prejuízo aos salários.

Em 11 de novembro, o texto não constava oficialmente como PEC, estando disponível apenas no sistema interno da Câmara para angariar apoio de deputados.
Em 13 de novembro, o texto contra a jornada 6x1 atingiu as 171 assinaturas necessárias para ser protocolada no Congresso Nacional, obtendo 194 assinaturas, com isso poderá ser iniciado formalmente sua tramitação. O movimento Vida Além do Trabalho, em conjunto com a deputada responsável, desempenhou um papel crucial ao realizar reuniões com parlamentares e organizar eventos para ampliar o apoio à proposta. A iniciativa reforça o compromisso com a redução da carga horária semanal, preservando os direitos trabalhistas e promovendo maior equilíbrio entre vida profissional e pessoal.
Atos em apoio à PEC foram convocados para o dia 15 de novembro de 2024, feriado da Proclamação da República, e ocorreram em diversas cidades através do Brasil.

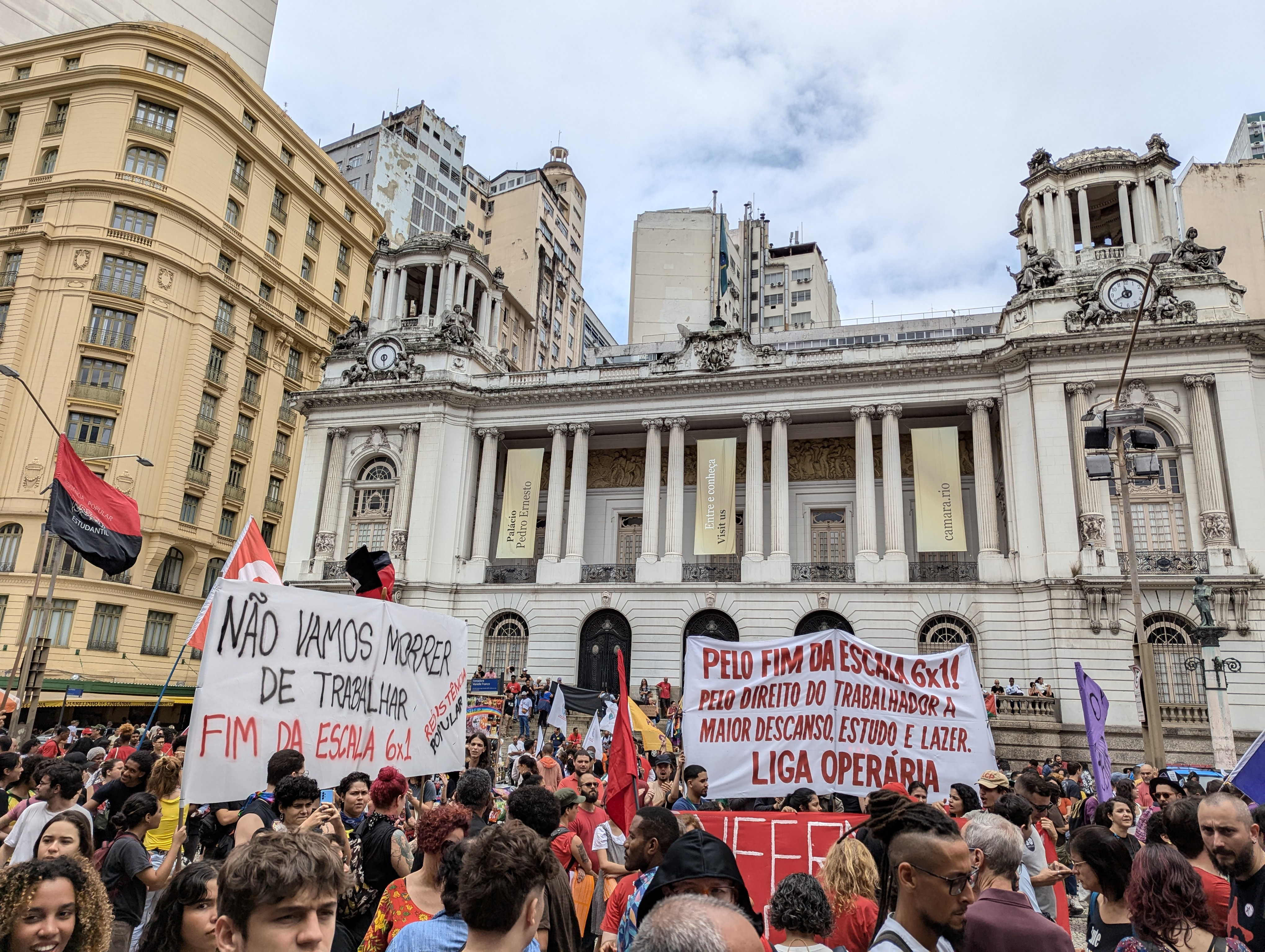
Ato no Rio de Janeiro, em frente ao Palácio Pedro Ernesto, sede da Câmara Municipal do Rio de Janeiro
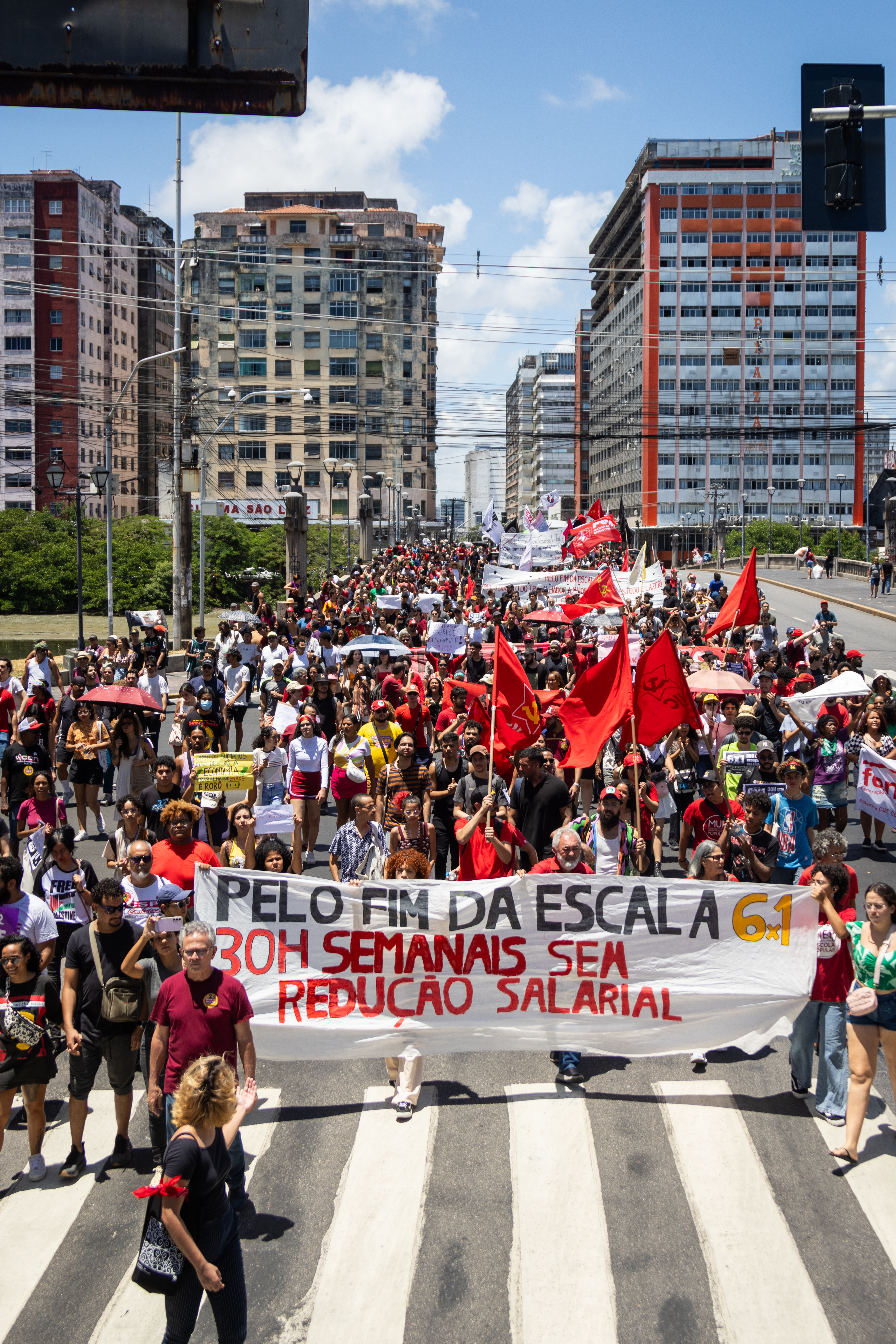
Ato em Recife, atravessando a Ponte Duarte Coelho
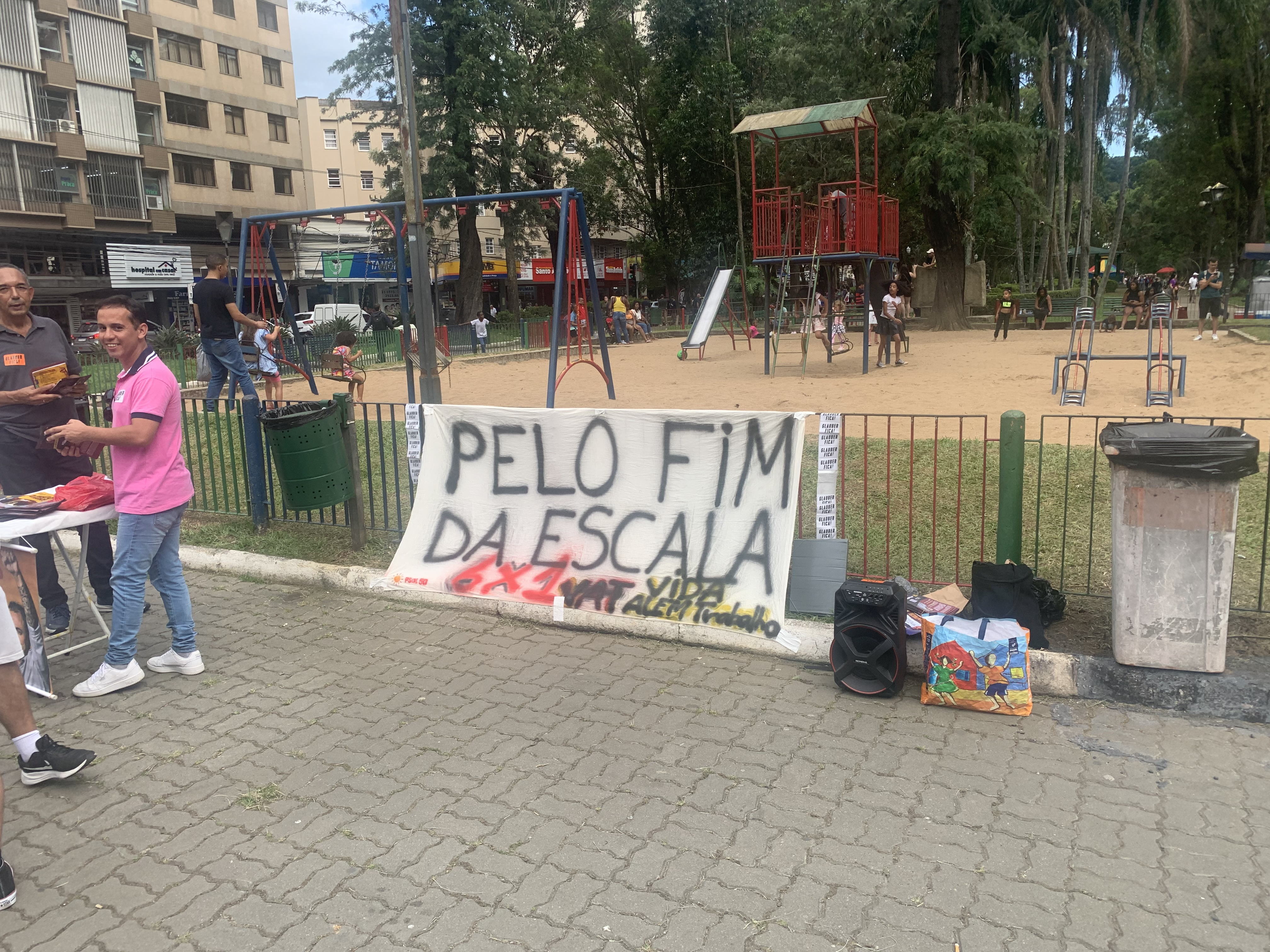
Cartaz escrito "Pelo fim da escala 6x1" na praça Getúlio Vargas, no centro de Nova Friburgo